# Korownicowate
Korownicowate (Phanerochaetaceae Jülich) – rodzina grzybów należąca do rzędu żagwiowców (Polyporales).

## Systematyka
Pozycja w klasyfikacji według Index Fungorum:  Phanerochaetaceae, Polyporales, Incertae sedis, Agaricomycetes, Agaricomycotina, Basidiomycota, Fungi.
Według Index Fungorum bazującego na Dictionary of the Fungi do rodziny Phanerochaetaceae należą rodzaje:
- Alboefibula C.C. Chen & Sheng H. Wu 2021
- Atheliachaete Spirin & Zmitr. 2011
- Bjerkandera P. Karst. 1879 – szaroporka
- Callosus C.L. Zhao 2023
- Cremeoderma Sheng H. Wu & C.C. Chen 2021
- Crepatura C.L. Zhao 2019
- Cystidiophorus Bondartsev & Ljub. 1963
- Efibulella Zmitr. 2018
- Gelatinofungus Sheng H. Wu, C.C. Chen & C.L. Wei 2021
- Geliporus Yuan Yuan, Jia J. Chen & S.H. He 2017
- Hapalopilus P. Karst. 1881 – miękusz
- Hjortstamia Boidin & Gilles 2003
- Hyphodermella J. Erikss. & Ryvarden 1976 – strzępkoskóreczka
- Odontoefibula C.C. Chen & Sheng H. Wu 2018
- Oxychaete Miettinen 2016
- Phaeophlebiopsis Floudas & Hibbett 2015
- Phanerina Miettinen 2016
- Phanerochaete P. Karst. 1889 – korownica
- Phaneroites Hjortstam & Ryvarden 2010
- Phlebiopsis Jülich 1978 – żylica
- Pirex Hjortstam & Ryvarden 1985
- Porostereum Pilát 1936 – skórnikowiec
- Pseudohyphodermella Shan Shen, S.L. Liu & L.W. Zhou 2023
- Pulcherricium Parmasto 1968
- Quasiphlebia C.C. Chen & Sheng H. Wu 2021
- Rhizochaete Gresl., Nakasone & Rajchenb. 2004
- Riopa D.A. Reid 1969
- Sporotrichum Link 1809
- Terana Adans. 1763 – pięknoskórnik

Polskie nazwy na podstawie pracy Władysława Wojewody z 2003 r.